# Canton de Dijon-3
Le canton de Dijon-3 est une circonscription électorale française située dans le département de la Côte-d'Or et la région Bourgogne-Franche-Comté.
À la suite du redécoupage cantonal de 2014, les limites territoriales du canton sont remaniées.

## Histoire
Un nouveau découpage territorialde la Côte-d'Or entre en vigueur à l'occasion des élections départementales de mars 2015, défini par le décret du 18 février 2014, en application des lois du 17 mai 2013 (loi organique 2013-402 et loi 2013-403). Les conseillers départementaux sont, à compter de ces élections, élus au scrutin majoritaire binominal mixte. Les électeurs de chaque canton élisent au Conseil départemental, nouvelle appellation du Conseil général, deux membres de sexe différent, qui se présentent en binôme de candidats. Les conseillers départementaux sont élus pour 6 ans au scrutin binominal majoritaire à deux tours, l'accès au second tour nécessitant 10 % des inscrits au 1er tour. En outre la totalité des conseillers départementaux est renouvelée. Ce nouveau mode de scrutin nécessite un redécoupage des cantons dont le nombre est divisé par deux avec arrondi à l'unité impaire supérieure si ce nombre n'est pas entier impair, assorti de conditions de seuils minimaux. Dans la Côte-d'Or, le nombre de cantons passe ainsi de 43 à 23. Le canton de Dijon-3 est remodelé.

## Géographie
Ce canton est organisé autour de Dijon dans l'arrondissement de Dijon. 

## Représentation

### Représentation avant 2015
| Période | Période | Identité          | Étiquette | Qualité |
| ------- | ------- | ----------------- | --------- | --- |
| 2001    | 2015    | Colette Popard    | PS        | Adjointe au Maire de Dijon depuis 2001, Conseillère régionale (1998-2001) Elue en 2015 dans le Canton de Dijon-5                                                                                    |
| 1982    | 2001    | Jean-Marc Nudant  | RPR       | Directeur général de société Adjoint au Maire de Dijon (1983-1998), membre du conseil municipal de Dijon (1977-2008) Suppléant du député Louis de Froissard de Broissia (1997) - Député (1998-2007) |
| 1976    | 1982    | Michel Charuau    | PS        | Président du groupe socialiste au Conseil Général, propriétaire à Talant |
| 1973    | 1976    | Camille Pelletret | DVD       | adjoint au maire de Dijon (1959-1977) |

### Représentation depuis 2015
| Période élective | Période élective | Mandat | Mandat   | Identité          | Nuance | Nuance | Qualité |
| ---------------- | ---------------- | ------ | -------- | ----------------- | ------ | ------ | --- |
| 2015             | 2021             | 2015   | 2021     | Hamid El Hassouni |        | PS     | Adjoint au maire de Dijon depuis 2008 Conseiller régional (2010-2015)                                                                              |
| 2015             | 2021             | 2015   | 2021     | Sandrine Hily     |        | ECO    | Conseillère municipale de Dijon (2014-2020) |
| 2021             | 2028             | 2021   | en cours | Hamid El Hassouni |        | PS     | Adjoint au maire de Dijon |
| 2021             | 2028             | 2021   | en cours | Catherine Hervieu |        | EELV   | Conseillère municipale de Dijon (jusqu'en juillet 2024), Présidente de la Fédération des élu(e)s Verts et écologistes, Députée depuis juillet 2024 |

### Résultats détaillés

#### Élections de mars 2015
À l'issue du 1er tour des élections départementales de 2015, trois binômes sont en ballottage : Hamid El Hassouni et Sandrine Hily (Union de la Gauche, 35,98 %), Laurent Bourguignat et Virginie Voisin-Vairelles (Union de la Droite, 30,49 %) et Jean-Pierre Bissey-Pâris et Gisèle Languet (Front national, 26,88 %). Le taux de participation est de 51,85 % (6 115 votants sur 11 793 inscrits) contre 53,86 % au niveau départemental et 50,17 % au niveau national. 
Au second tour, Hamid El Hassouni et Sandrine Hily (Union de la Gauche) sont élus avec 41,05 % des suffrages exprimés et un taux de participation de 52,34 % (6 172 votants sur 11 793 inscrits).
Sandrine Hily a quitté EELV.

#### Élections de juin 2021
Le premier tour des élections départementales de 2021 est marqué par un très faible taux de participation (33,26 % au niveau national). Dans le canton de Dijon-3, ce taux de participation est de 32,43 % (3 982 votants sur 12 280 inscrits) contre 36,24 % au niveau départemental. À l'issue de ce premier tour, deux binômes sont en ballottage : Hamid El Hassouni et Catherine Hervieu (DVG, 50,25 %) et Julie Bligny et Stéphane Chevalier (DVD, 29,74 %).
Le second tour des élections est marqué une nouvelle fois par une abstention massive équivalente au premier tour. Les taux de participation sont de 34,3 % au niveau national, 37,05 % dans le département et 34,3 % dans le canton de Dijon-3. Hamid El Hassouni et Catherine Hervieu (DVG) sont élus avec 53,83 % des suffrages exprimés (2 129 voix pour 4 213 votants et 12 284 inscrits),,. 

## Composition

### Composition avant 2015
Le canton de Dijon-3 se composait d'une portion de la commune de Dijon.

### Composition depuis 2015
| Nom                           | Code Insee | Intercommunalité | Superficie (km2) | Population (dernière pop. légale)                 | Densité (hab./km2) | Modifier                                    |
| ----------------------------- | ---------- | ---------------- | ---------------- | ------------------------------------------------- | ------------------ | ------------------------------------------- |
| Dijon (bureau centralisateur) | 21231      | Dijon Métropole  | 40,41            | Fraction : 24 860 (2022) Commune : 159 941 (2022) | 3 958              | modifier les données · modifier les données |
| Canton de Dijon-3             | 2110       |                  |                  | 24 860 (2022)                                     |                    | modifier les données                        |

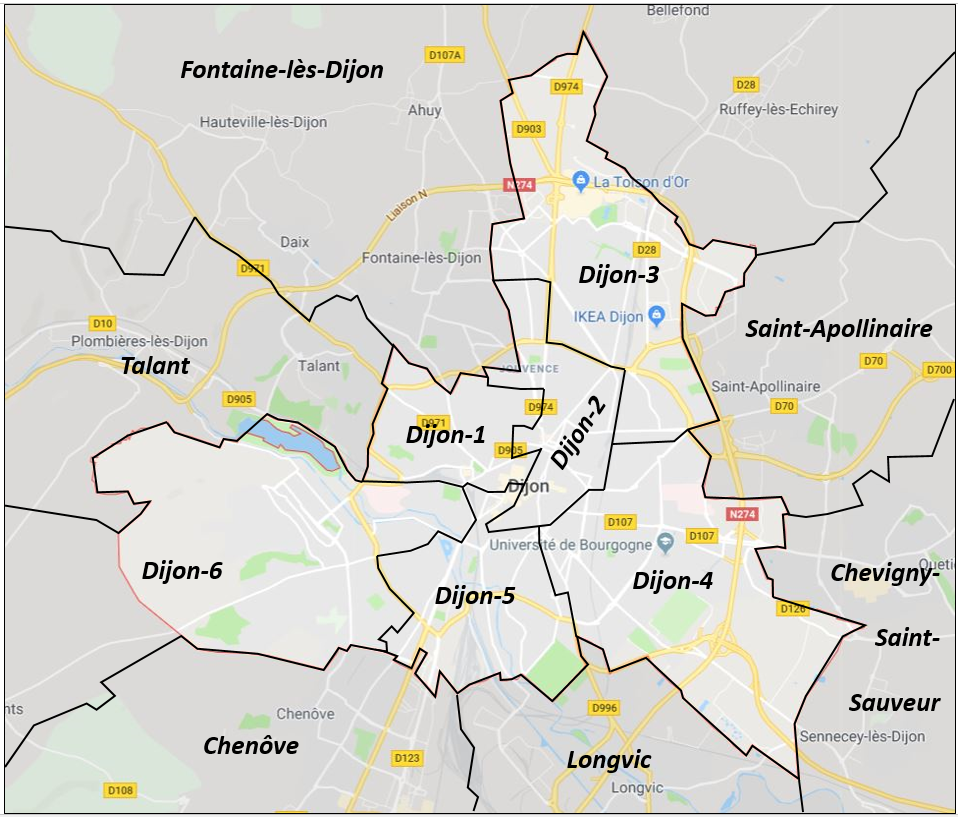
Découpage cantonal à Dijon depuis 2015.

Le nouveau canton de Dijon-3 comprend la partie de la commune de Dijon située au nord d'une ligne définie par l'axe des voies et limites suivantes : depuis la limite territoriale de la commune de Fontaine-lès-Dijon, rue de Bruges, rond-point de la Nation, avenue de Langres, avenue du Drapeau, boulevard Pascal, place Saint-Exupéry, boulevard des Martyrs-de-la-Résistance, ligne de chemin de fer, boulevard de Strasbourg, rue Adolphe-Joanne, avenue du Maréchal-Lyautey, rond-point du 8-Mai-1945, jusqu'à la limite territoriale de la commune de Saint-Apollinaire.
Il comprend les quartiers des Grésilles et de la Toison d'Or.

## Démographie

### Démographie avant 2015
| 1975 | 1982 | 1990   | 1999   | 2006   | 2011   | 2012   |
| ---- | ---- | ------ | ------ | ------ | ------ | ------ |
| -    | -    | 33 607 | 37 848 | 21 579 | 20 173 | 20 093 |

### Démographie depuis 2015
En 2022, le canton comptait 24 860 habitants, en évolution de +1 % par rapport à 2016 (Côte-d'Or : +0,82 %, France hors Mayotte : +2,11 %).
| 2013   | 2018   | 2022   |
| ------ | ------ | ------ |
| 24 146 | 24 436 | 24 860 |